# Rosy Varte
Rosy Varte, née Nevarte Manouelian le 22 novembre 1923 à Constantinople (Turquie) et morte le 13 janvier 2012 à Neuilly-sur-Seine (France), est une comédienne française d'origine arménienne.
Elle a épousé le réalisateur Pierre Badel.

## Biographie
Cette section ne s'appuie pas, ou pas assez, sur des sources secondaires ou tertiaires indépendantes du sujet. Le texte peut contenir des analyses inexactes ou inédites de sources primaires.
Pour l'améliorer, ajoutez-en, ou placez des modèles {{Source secondaire souhaitée}} ou {{Source secondaire nécessaire}} sur les passages mal sourcés. (septembre 2022)
Ses parents, restaurateurs à Constantinople, l'emmènent pour s'installer en France alors qu'elle n'a que trois mois. Il n'existe pas de document sur sa naissance car il n'y a pas eu d'état civil à l'origine. Rosy Varte situait sa naissance entre 1923 et 1927.
Au théâtre, elle fait partie du TNP de Jean Vilar, où elle incarne la Mère Ubu dans Ubu roi en 1958. Parallèlement elle joue à la Comédie des Champs-Élysées, au théâtre Édouard VII, au Vieux-Colombier, à l'Atelier… avant de rejoindre la Comédie-Française de 1971 à 1974.
Spécialisée dans les rôles comiques au cinéma, elle est, entre autres, la sœur de Jacques Brel dans Mon oncle Benjamin, joue le rôle d'Elvire dans Le Viager et celui de Marie Dorval dans le film de son époux Pierre Badel. Elle joue la mère de Colette dans le cycle Antoine Doinel. Elle joue aussi dans Peur sur la ville (avec Jean-Paul Belmondo), puis interprète à la télévision sur Antenne 2 le rôle-titre de la série populaire Maguy, de 1985 à 1992 et ce, pendant trois cent trente-trois épisodes. Très appréciée des Français, elle remporte d'ailleurs, en 1987, le sept d'or de la meilleure comédienne.
Sa dernière apparition à la télévision date de 2007, avec le téléfilm français Hubert et le Chien.
En 2011, au retour de vacances d'été à Bénodet, la comédienne affaiblie ne pèse plus que trente kilogrammes. En janvier 2012, alors qu'elle souffre depuis longtemps de problèmes respiratoires, l'état de santé de Rosy Varte s'aggrave soudainement.
Le 13 janvier 2012, après avoir été admise à l'hôpital américain, elle meurt d'une bronchite compliquée d'une infection pulmonaire. Une messe est dite en l'église arménienne de Paris, le jeudi 19 janvier 2012. Plusieurs personnalités viennent assister à son enterrement et soutenir son mari, le réalisateur et producteur Pierre Badel. Tous ses partenaires de la série Maguy sont présents ce jour-là : Jean-Marc Thibault, Henri Garcin, Catherine Rich, Chantal Ladesou, mais aussi Marthe Mercadier ou encore Charles Aznavour. D'autres acteurs de théâtre qui ont joué avec elle, parmi lesquels Yann Collette et Louis Velle
et Bichou, sont venus aussi lui rendre un ultime hommage.
Rosy Varte repose dans la 4e division du cimetière Pasteur de Bagnolet. Pierre Badel, son époux, mort un an et demi plus tard, y est également inhumé.

## Filmographie

### Cinéma
- 1948 : Manon d'Henri-Georges Clouzot
- 1949 : Vendetta en Camargue de Jean Devaivre : Conchita
- 1951 : Trois Femmes d'André Michel : Paméla
- 1951 : Les Bonnes Manières d´Yves Robert
- 1952 : Lettre ouverte d'Alex Joffé : la concierge
- 1952 : Minuit quai de Bercy de Christian Stengel : Mme Boulay, l'épicière
- 1953 : Les hommes ne pensent qu'à ça d'Yves Robert : Dolorès, la victime du dragueur
- 1953 : Virgile de Carlo Rim : la grande Léa
- 1953 : À nous deux Paris ! de Pierre Kast (court métrage)
- 1954 : Casse-cou, mademoiselle de Christian Stengel : la collègue
- 1955 : French Cancan de Jean Renoir : une habituée du café
- 1955 : Les Assassins du dimanche de Alex Joffé : Marie Simonet
- 1955 : Gueule d'ange de Marcel Blistène : Mathilde, une ancienne détenue
- 1956 : Pardonnez nos offenses de Robert Hossein
- 1958 : En légitime défense d'André Berthomieu : Rita, une prostituée
- 1958 : Le Petit Prof de Carlo Rim : Madame Léa
- 1960 : Fortunat d'Alex Joffé : Rosette Falk, la femme du tailleur
- 1960 : Le Gigolo de Jacques Deray : Marilyn
- 1961 : Le Tracassin ou Les Plaisirs de la ville d'Alex Joffé : la patronne du restaurant
- 1961 : L'Amour à vingt ans, sketch : Antoine et Colette de François Truffaut : la mère de Colette
- 1962 : La Vendetta de Jean Chérasse : Madame Lauriston
- 1963 : Suzanne et le cambrioleur de Jean Bacqué (court métrage)
- 1964 : Un monsieur de compagnie de Philippe de Broca : la mère d'Isabelle
- 1964 : Angélique, marquise des anges de Bernard Borderie : voix de Rosalba Néri
- 1965 : Thomas l'imposteur de Georges Franju : Madame Valière
- 1965 : Les sultans de Jean Delannoy : la fille dans le club
- 1966 : Trois Enfants dans le désordre de Léo Joannon : Madame Duchemin, la mère de la chanteuse
- 1966 : Le Voyage du père de Denys de La Patellière : la barmaid du bistrot « La Patrie »
- 1968 : Salut Berthe ! de Guy Lefranc : Berthe Chautard
- 1969 : La Honte de la famille de Richard Balducci : Perrine Hadol
- 1969 : Mon oncle Benjamin d'Édouard Molinaro : Bettine Machecourt
- 1969 : Le Pistonné de Claude Berri : la mère
- 1970 : Daisy Town de René Goscinny et Morris (dessin animé) : voix de Lulu Carabine
- 1971 : Le Viager de Pierre Tchernia : Elvire Galipeau
- 1972 : Le Bar de la fourche d'Alain Levent : Maria
- 1972 : La Belle Affaire de Jacques Besnard : Thérèse
- 1973 : La Grande Nouba de Christian Caza : la vicomtesse
- 1974 : Peur sur la ville d'Henri Verneuil : Germaine Doizon
- 1977 : La Ballade des Dalton de René Goscinny, Morris, Henri Gruel et Pierre Watrin (dessin animé) : voix de Miss Worthlesspenny
- 1978 : L'Amour en fuite de François Truffaut : la mère de Colette
- 1980 : T'inquiète pas, ça se soigne d'Eddy Matalon : Rose Carlin, la nurse
- 1982 : Le Braconnier de Dieu de Jean-Pierre Darras : la première musicienne en voiture
- 1982 : Rock and Torah / (Le Préféré) de Marc-André Grynbaum : Esther, la mère d'Isaac
- 1982 : Le Bourgeois gentilhomme de Roger Coggio : Madame Jourdain
- 1983 : Garçon ! de Claude Sautet : Gloria
- 1984 : Joyeuses Pâques de Georges Lautner : Marlène Chataigneau, la mère de Julie
- 1985 : Monsieur de Pourceaugnac de Michel Mitrani : Nérine
- 1986 : Chère canaille de Stéphane Kurc : Daisy

### Télévision
- 1957 : La ballade du monde occidental (téléfilm) : la veuve Quin
- 1958 : Misère et noblesse (téléfilm) : Luisella
- 1959 : Le village des miracles (téléfilm) : Philomène
- 1959 : Le juge de Malte (téléfilm) : Rita
- 1961 : Cosette (téléfilm) : Mme Thénardier d'Alain Boudet, Le Théâtre de la jeunesse de Claude Santelli
- 1961 : Loin de Reuil (téléfilm) : Suzanne
- 1962 : Pauvre Martin (téléfilm) : Amélie
- 1962 : Noix de coco (téléfilm) : Caroline
- 1964 : La Mégère apprivoisée (téléfilm) : Caterina
- 1964 : Le Médecin malgré lui (téléfilm) : Martine
- 1965 : Ubu roi (téléfilm) : la mère d'Ubu
- 1966 : Edmée (téléfilm) : la mère d'Edmée
- 1967 : La bouquetière des innocents (téléfilm) : la maréchale d'Ancre/Margot
- 1968 : Le Tribunal de l'impossible (série TV) : Catherine de Médicis
- 1968 : Le bourgeois gentilhomme (série TV) : Mme Jourdain
- 1969 : La femme-femme (téléfilm) : Thelma Tara
- 1970 : Les fiancés de Loches (téléfilm) : Laure
- 1970 : Madame Filoumé (téléfilm) : Filomena Marturano dite Madame Filoumé
- 1970 : Noëlle aux quatre vents (téléfilm) : Nicole Vaindrier
- 1972 : Vassa Geleznova (téléfilm) : Vassa
- 1973 : Les nuits de la colère (téléfilm) : Pierrette
- 1973 : Marie Dorval (téléfilm) : Marie Dorval
- 1974 : Je m'appelle comment? (téléfilm) : Marguerite
- 1975 : Le cardinal de Retz (téléfilm) : Anne d'Autriche
- 1975 : La fleur des pois (téléfilm) : Zaza
- 1976 : Le Gentleman des Antipodes (téléfilm) : Mme Vigerie
- 1978 : Allégra (téléfilm) : Maria
- 1978 : Cinéma-roman (téléfilm) : Mme La Flèche
- 1979 : La grâce (téléfilm) : Thérèse Dupérier
- 1979 : Les papas naissent dans les armoires (téléfilm) : Isolina
- 1980 : Histoires étranges (série TV) : Cathy
- 1981 : La guerre de Troie n'aura pas lieu (téléfilm) : Hécube
- 1981 : Novgorod (téléfilm) : Catherine
- 1981 : Les bons bourgeois (téléfilm) : Dorothée
- 1981 : Paris-Porto-Vecchio (téléfilm) : Olga
- 1981 : La ramandeuse (téléfilm) : La ramandeuse
- 1982 : Le château de l'Amaryllis (téléfilm) : Elisa
- 1982: Le sage de Sauvenat (téléfilm) : La corniaude
- 1983 : Cinéma 16 - téléfilm : Le château faible (série TV) : Lucie
- 1983 : Les Enquêtes du commissaire Maigret (série TV) : Mlle Doncoeur
- 1983 : Elle voulait du cinéma (téléfilm) : Madame Guy
- 1984 : Les cerfs-volants (série TV) : Mme July
- 1985-1992 : Maguy (série TV) : Marguerite Boissier dite Maguy
- 1986 : Samedi, dimanche, lundi (téléfilm) : Rosa
- 1998 : Bonnes vacances (téléfilm) : Blanche Dumont-Farel
- 2002 : Sous bonne garde (téléfilm) : Reine Gerbaud
- 2005 : Rosalie s'en va (téléfilm) : Solange
- 2007 : Hubert et le Chien (téléfilm) : Éléonore

#### Au théâtre ce soir
- 1967 : Caviar ou Lentilles de Giulio Scarnicci et Renzo Tarabusi, mise en scène Gérard Vergez, réalisation Pierre Sabbagh, Théâtre Marigny : Valéria
- 1969 : Rappelez-moi votre nom de Jean-Maurice Lassebry, mise en scène Jacques-Henri Duval, réalisation Pierre Sabbagh, Théâtre Marigny - Sabine
- 1974 : Edmée de Pierre-Aristide Bréal, mise en scène Michel Roux, réalisation Georges Folgoas, Théâtre Marigny
- 1975 : Le Pape kidnappé de João Bethencourt, adaptation André Roussin, mise en scène René Clermont, réalisation Pierre Sabbagh, Théâtre Édouard VII : Sera
- 1977 : Madame Jonas dans la baleine de René Barjavel, mise en scène Max Fournel, réalisation Pierre Sabbagh, Théâtre Marigny : Mme Jonas
- 1979 : Nina d'André Roussin, mise en scène Jean-Laurent Cochet, réalisation Pierre Sabbagh, Théâtre Marigny : Nina
- 1981 : Mademoiselle de Jacques Deval, mise en scène Jean Meyer, réalisation Pierre Sabbagh, Théâtre Marigny : Alice Galvoisier

#### Le Théâtre de la jeunesse
- 1961 : Cosette d'après Les Misérables de Victor Hugo, d'Alain Boudet : La Thénardier
- 1962 : Gavroche d'après Les Misérables de Victor Hugo, d'Alain Boudet : La Thénardier
- 1966 : La Belle Nivernaise d'Yves-André Hubert : Mme Louveau

#### Le Petit Théâtre d'Antenne 2
- 1980 : Le Bon Exemple de Paul Planchon : La mère
- 1981 : Le Fantôme du zouave de Georges Bensoussan : Aglaé
- 1982 : Ai-je été suffisamment marxiste ? d'Yvon Gérault

## Théâtre
- 1946 : Maria d'André Obey, mise en scène Claude Sainval, Comédie des Champs-Élysées
- 1946 : Des souris et des hommes d'après John Steinbeck, mise en scène Paul Œttly, Théâtre Édouard VII
- 1947 : Le Juge de Malte de Denis Marion, mise en scène Maurice Cazeneuve, Théâtre Montparnasse
- 1947 : Liliom de Ferenc Molnar, mise en scène Jean-Pierre Grenier, Théâtre de la Gaîté-Montparnasse
- 1949 : La Corde au cou de Jean Guitton, mise en scène A. M. Julien, Théâtre Sarah Bernhardt
- 1950 : Poof d'Armand Salacrou, mise en scène Yves Robert, Théâtre Édouard VII
- 1952 : La Savetière prodigieuse de Federico García Lorca, mise en scène Raymond Hermantier, Théâtre de l'Humour
- 1952 : Cinémassacre[3] de Boris Vian , Théâtre de La Rose Rouge
- 1953 : L'Île aux chèvres d'Ugo Betti, mise en scène Pierre Valde, Théâtre des Noctambules
- 1953 : Les Hussards de Pierre-Aristide Bréal, mise en scène Jacques Fabbri, Théâtre des Noctambules
- 1954 : Les Pas perdus de Pierre Gascar, Théâtre Fontaine
- 1954 : Le Fantôme d'après Plaute, mise en scène Jacques Fabbri, Théâtre de l'Atelier
- 1954 : Les Hussards de Pierre-Aristide Bréal, mise en scène Jacques Fabbri, Théâtre des Célestins
- 1955 : La Famille Arlequin de Claude Santelli, mise en scène Jacques Fabbri, Théâtre du Vieux-Colombier
- 1956 : Jules de Pierre-Aristide Bréal, mise en scène Jacques Fabbri, Théâtre Antoine
- 1956 : Misère et noblesse d'Eduardo Scarpetta, mise en scène Jacques Fabbri, Théâtre de l'Alliance française
- 1956 : La Famille Arlequin de Claude Santelli, mise en scène Jacques Fabbri, Théâtre Antoine
- 1957 : Les Pas perdus de Pierre Gascar, mise en scène Jacques Mauclair, Théâtre Fontaine
- 1958 : Ubu roi d'Alfred Jarry, mise en scène Jean Vilar, TNP Théâtre de Chaillot
- 1959 : Le Tir Clara de Jean-Louis Roncoroni, mise en scène Jean-Louis Barrault, Théâtre du Palais-Royal : Clara
- 1959 : La Tête des autres de Marcel Aymé, mise en scène André Barsacq, Théâtre de l'Atelier
- 1959 : L'Affaire des poisons de Victorien Sardou, mise en scène Raymond Gérome, Théâtre Sarah-Bernhardt
- 1960 : Le Roi David d'Arthur Honegger, Festival de la Cité Carcassonne
- 1960 : Le Mariage de Figaro de Beaumarchais, mise en scène Jean Deschamps, Festival de Fréjus
- 1960 : Ubu roi d'Alfred Jarry, mise en scène Jean Vilar, TNP Théâtre de Chaillot
- 1961 : Loin de Rueil de Maurice Jarre et Roger Pillaudin d'après Raymond Queneau, mise en scène Maurice Jarre et Jean Vilar, TNP Théâtre de Chaillot - Suzanne
- 1961 : Arden de Feversham, adaptation Yves Jamiaque, mise en scène Bernard Jenny, Théâtre du Vieux-Colombier
- 1962 : Mic-mac de Jean Meyer, mise en scène de l'auteur, théâtre du Palais-Royal, Théâtre Daunou
- 1963 : Un amour qui ne finit pas d'André Roussin, mise en scène de l'auteur, Théâtre de la Madeleine
- 1964 : Un amour qui ne finit pas d'André Roussin, mise en scène de l'auteur, Théâtre des Célestins
- 1965 : Pieds nus dans le parc de Neil Simon, mise en scène Pierre Mondy, Théâtre de la Madeleine
- 1965 : Caviar ou Lentilles de Giulio Scarnacci et Renzo Tarabusi, mise en scène Gérard Vergez, Théâtre Michel
- 1966 : L'Avare de Molière, mise en scène Jean Vilar, Festival du Marais Hôtel de Rohan - Frosine
- 1966 : Vous vivrez comme des porcs de John Arden, mise en scène Guy Rétoré, Théâtre de l'Est parisien
- 1967 : La Famille écarlate de Jean-Loup Dabadie, mise en scène Gérard Vergez, Théâtre de Paris
- 1968 : Le Grand Zèbre de Jean-Jacques Bricaire et Maurice Lasaygues, mise en scène Francis Joffo, Théâtre des Variétés
- 1968 : Homme pour homme de Bertolt Brecht, mise en scène Jean-Pierre Dougnac, Théâtre du Midi
- 1968 : ...Et à la fin était le bang de René de Obaldia, mise en scène Marcel Cuvelier, Théâtre des Célestins
- 1969 : La Fille de Stockholm d'Alfonso Leto, mise en scène Pierre Franck, Théâtre de l'Œuvre
- 1969 : Un poète en Amérique de Sidney Michael, mise en scène Daniel Ivernel, Théâtre Montansier
- 1970 : Marie Tudor de Victor Hugo, mise en scène Georges Werler, Théâtre de l'Est parisien
- 1971 : Amorphe d'Ottenburg de Jean-Claude Grumberg, mise en scène Jean-Paul Roussillon, Comédie-Française au Théâtre national de l'Odéon
- 1972 : Œdipe roi et Œdipe à Colone de Sophocle, mise en scène Jean-Paul Roussillon, Comédie-Française au Festival d'Avignon, puis salle Richelieu
- 1973 : L'Avare de Molière, mise en scène Jean-Paul Roussillon, Comédie-Française
- 1973 : Henri IV de Luigi Pirandello, mise en scène Raymond Rouleau, Comédie-Française au Théâtre national de l'Odéon, puis salle Richelieu
- 1974 : Périclès de William Shakespeare, mise en scène Terry Hands, Comédie-Française
- 1974 : Et à la fin était le bang de René de Obaldia, mise en scène Pierre Franck, Théâtre de l'Atelier
- 1975 : Le Pape kidnappé de João Bethencourt, mise en scène René Clermont, Théâtre Édouard VII
- 1976 : Nina d'André Roussin, mise en scène Jean-Laurent Cochet, Théâtre des Nouveautés
- 1977 : La Magouille ou la cuisine française de Pierre-Aristide Bréal, mise en scène Jacques Fabbri, Théâtre de l'Œuvre
- 1978 : Les Papas naissent dans les armoires de Giulio Scarnicci et Renzo Tarabusi, mise en scène Gérard Vergez, Théâtre de la Michodière
- 1980 : Les Bons Bourgeois de René de Obaldia, mise en scène Jacques Rosny, Théâtre Hébertot
- 1981 : Mademoiselle de Jacques Deval, mise en scène Jean Meyer, théâtre des Célestins, Théâtre de la Michodière
- 1982 : Les Rustres de Carlo Goldoni, mise en scène Claude Santelli, Eldorado
- 1984 : Samedi, dimanche, lundi, d'Eduardo De Filippo, mise en scène Françoise Petit, Centre dramatique national de Lyon
- 1994 : La source bleue de Pierre Laville, mise en scène Jean-Claude Brialy, Théâtre Daunou
- 1997 : La Mamma d'André Roussin, mise en scène Stéphane Hillel, Théâtre de la Madeleine
- 2004 : Un air de famille d'Agnès Jaoui, mise en scène Jean-Pierre Bacri, Théâtre du Chêne noir

## Radio
Rosy Varte a participé régulièrement à des dramatiques radiodiffusées, notamment dans le cadre de l'émission Les Maîtres du mystère. Elle interpréta également entre 1965 et 1971 le rôle de Nicole Vindrier dans le très populaire feuilleton radiophonique quotidien sur France Inter, puis télévisuel, de Dominique Saint-Alban, Noëlle aux quatre vents, aux côtés de Sylvie Favre, Pierre Mondy, Marcel Bozzuffi, Denis Manuel. Elle  interprète plusieurs pièces dans les Tréteaux de la nuit sur France Inter (dont Madame, la souris est servie, La Dame aux miroirs de Bernard Da Costa).

## Discographie
- Contes de Perrault, vol. 1, Compagnie du Manège enchanté (Anne Gaylor / Rosy Varte)
- Contes de Perrault, vol. 2, Compagnie du Manège enchanté (Anne Gaylor / Rosy Varte)
- Contes de Grimm, Compagnie du Manège enchanté (Jean-Pierre Darras / Rosy Varte)
- Les Femmes savantes (mise en scène de Michel Bouquet, réalisation de Georges Hacquard, à la Comédie-Française en 1959)

## Doublage

### Cinéma

#### Films
Rosy Varte a doublé Anne Bancroft dans le film Le Lauréat de Mike Nichols.

## Distinctions

### Décoration
- 1998 :  Officier de la Légion d'honneur.

### Récompense
- 1987 : Sept d'or de la meilleure comédienne de fiction, pour son rôle dans Maguy.